# Commanderie de Sarlat-la-Canéda
 (avril 2022).
Si vous disposez d'ouvrages ou d'articles de référence ou si vous connaissez des sites web de qualité traitant du thème abordé ici, merci de compléter l'article en donnant les références utiles à sa vérifiabilité et en les liant à la section « Notes et références ».
La Commanderie de Sarlat-la-Canéda est une commanderie templière.

## Historique
Le bourg de Sarlat avait sa commanderie templière et son cimetière, la Croix des Enfeus à l'est de la vieille Cathédrale Saint-Sacerdos de Sarlat. Les croix qui bordent le chevet de la cathédrale, montrent des tombes sculptées d’épées, et de nombreuses croix templières. Les Enfeus sont dominés par l’étrange silhouette de la Lanterne des morts de Sarlat qui pourrait avoir une origine templière car l’unique sculpture est un cheval surmonté de deux croix pattées. Par ailleurs, des squelettes avaient été inhumés face contre terre, à la manière des Templiers.
Le Château de Temniac, est un château implanté au nord de la commune de Sarlat-la-Canéda abritait une commanderie des Templiers.